# Slåttjärnen (Ytterhogdals socken, Hälsingland, 690622-147042)
Slåttjärnen är en sjö i Härjedalens kommun i Hälsingland och ingår i Ljungans huvudavrinningsområde.